# Zadel (fiets)

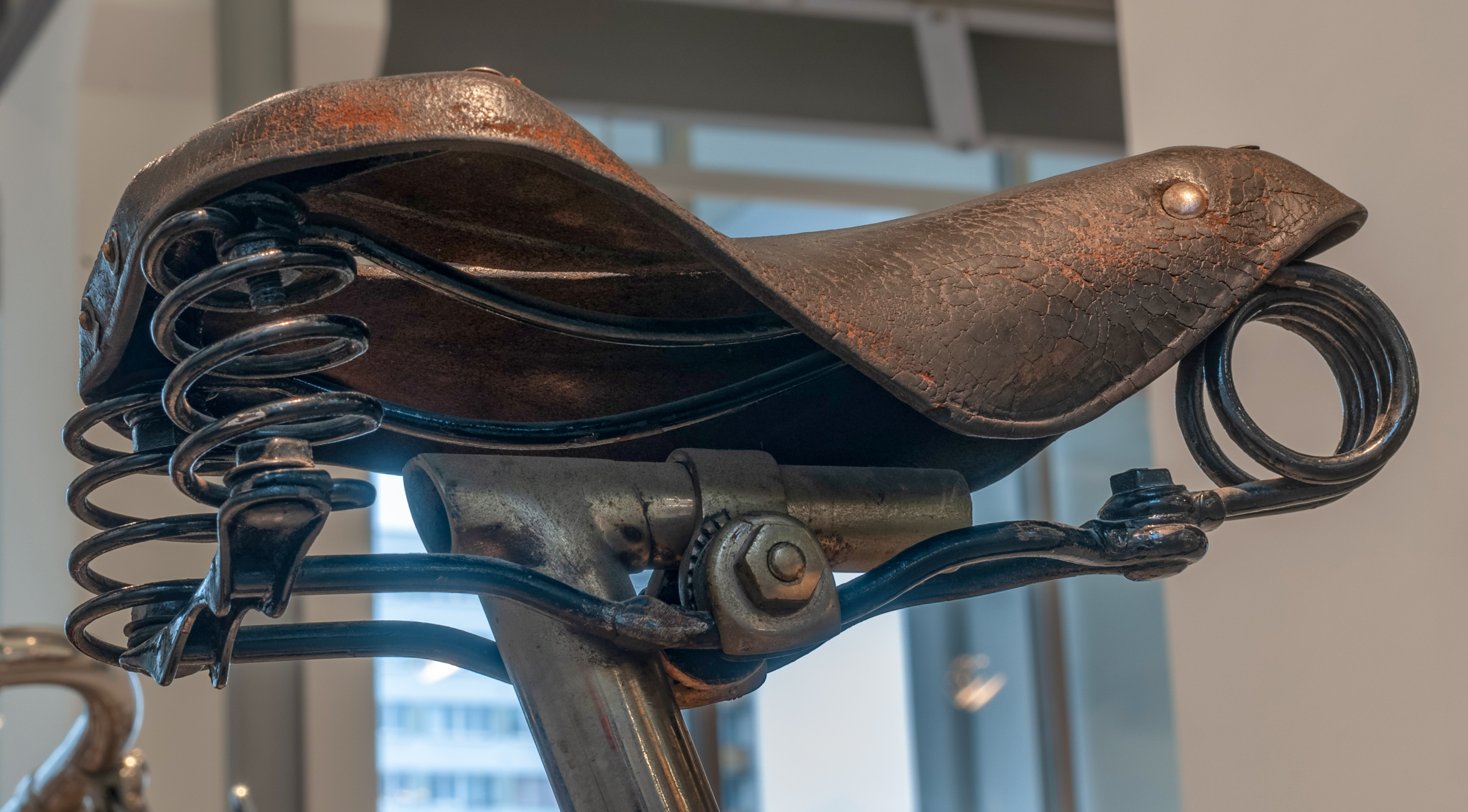
Laurin&Klement (1890)

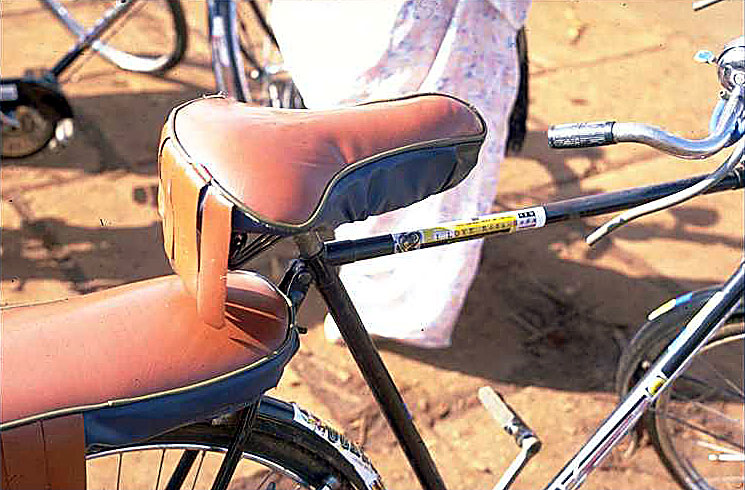
Zadel

Een zadel is een onderdeel van een fiets, brommer of motorfiets waar de berijder op zit. Een zadel voor brommer of motorfiets is gewoonlijk geschikt voor twee personen en wordt buddyseat genoemd.
Bij een gewone stadsfiets is het zadel van een kunststof gemaakt, met een schuimrubber- of gelvulling. Onder het zadel zijn drukveren aangebracht. Bij de betere fietsen is het zadel vaak van leer en is de zadelpen soms voorzien van telescopische vering.

## Vorm
Omdat op een racefiets meer voorovergebogen wordt gezeten, is het zadel van een racefiets anders van vorm dan bij een stadsfiets. Het zadel is dan niet geveerd en langwerpiger van vorm. Het zadel heeft deze vorm, opdat de berijder niet op zijn billen zit en zo — races gaan vaak over lange afstanden die veel tijd vergen — zadelpijn wordt voorkomen. Tevens zijn er bij fietsen heren- en dameszadels, met ieder een eigen vorm. 
Er bestaan speciale rokzadels, zonder punt van voren, waarmee men makkelijker op en af kan stappen met een rok of jurk aan.

## Bevestiging
Het zadel is bevestigd op een buis, genaamd de zadelpen. Deze wordt in de staande buis van het frame gestoken en meestal vastgezet met een bout en moer.

## Zadelpijn
Wanneer men plots lange afstanden gaat fietsen, kan men last krijgen van zadelpijn. Het gebruik van een verkeerd zadel kan vervelende gevolgen hebben voor het lichaam.

## Fabrikanten
Bekende fabrikanten van fietszadels zijn:
- Brooks England
- Lepper
- Selle Royal